# 于小含
于小含（1994年9月29日—），安徽淮北人，中国女子羽毛球运动员。堂兄于小渝同為羽毛球运动员。

## 簡歷
2011年7月，于小含首次代表国家队參加國際賽事亞洲青年羽毛球錦標賽，並助国家队贏得混合團體賽冠軍。
2012年，于小含代表国家队參加南韓金泉市舉行的亞洲青年羽毛球錦標賽，夥拍黄雅琼贏得女子雙打比賽亞軍。
2013年7月，于小含在美國黃金大獎賽與黄雅琼搭檔打進女雙決賽，最後以0比2（17-21、22-24）敗於隊友的包宜鑫/钟倩欣，屈居亞軍；之後，她們又打進加拿大大獎賽女雙決賽，並以2比1（11-21、21-11、21-13）反勝荷蘭組合，奪得職業生涯首個大獎賽冠軍。
2014年中，于小含開始與区冬妮搭檔女雙，新組合旋即取得不錯成績，連奪了碧特博格和澳門兩站的黃金大獎賽冠軍。翌年年初，二人又赢得中國國際挑戰賽冠軍，以及打進馬來西亞首要超級賽四強，更在4月進行的新加坡超級賽赢得冠軍，除突破個人的最佳國際賽成績外，二人的女雙世界排名亦首次躋身至第10名（2015年4月30日）。

### 誤用禁藥 被禁賽7個月
2015年7月，于小含代表中国（北京体育大学）出戰韓國光州市舉行的世界大學生運動會羽毛球比賽，贏得混合團體及女子雙打兩面銀牌。
同年11月，于小含在大运会上進行的兴奋剂A瓶尿检結果呈阳性，违禁药品为西布曲明，其所奪的两枚银牌已被取消，中国羽协亦暂停了她的参赛资格。
2016年1月30日，世界羽联就事件举行听证会，于小含承认自己的体内含有违禁物质西布曲明，但是这一结果是自己不经意间造成的。最後，陪审团裁定于小含并没有主动使用药片来欺骗大众或者提高运动成绩的动机，决定给予她禁赛七个月的处罚，禁赛期从2015年7月12日开始，到2016年2月12日结束。

## 主要比賽成績
只列出曾進入準決賽的國際賽事成績：
| 年份   | 賽事                     | 公開賽級別 | 項目     | 拍檔   | 成績              |
| ------ | ------------------------ | ---------- | -------- | ------ | ----------------- |
| 2011年 | 亞洲青年羽毛球錦標賽     | 其他       | 混合團體 | －     | 冠軍              |
| 2012年 | 亞洲青年羽毛球錦標賽     | 其他       | 混合團體 | －     | 銀牌              |
| 2012年 | 亞洲青年羽毛球錦標賽     | 其他       | 女子雙打 | 黄雅琼 | 銀牌              |
| 2012年 | 世界青年羽毛球錦標賽     | 其他       | 混合團體 | －     | 金牌              |
| 2012年 | 世界青年羽毛球錦標賽     | 其他       | 女子雙打 | 黄雅琼 | 銀牌              |
| 2013年 | 美國羽毛球黃金大獎賽     | 黃金大獎賽 | 女子雙打 | 黄雅琼 | 亞軍              |
| 2013年 | 加拿大羽毛球大獎賽       | 大獎賽     | 女子雙打 | 黄雅琼 | 冠軍              |
| 2013年 | 澳門羽毛球黃金大獎賽     | 黃金大獎賽 | 女子雙打 | 黄雅琼 | 亞軍              |
| 2014年 | 印度羽毛球黃金大獎賽     | 黃金大獎賽 | 女子雙打 | 黄雅琼 | 亞軍              |
| 2014年 | 印度羽毛球黃金大獎賽     | 黃金大獎賽 | 混合雙打 | 刘雨辰 | 準決賽            |
| 2014年 | 馬來西亞羽毛球黃金大獎賽 | 黃金大獎賽 | 女子雙打 | 黄雅琼 | 冠軍              |
| 2014年 | 中國羽毛球大師賽         | 黃金大獎賽 | 女子雙打 | 黄雅琼 | 亞軍              |
| 2014年 | 中華台北羽球黃金大獎賽   | 黃金大獎賽 | 混合雙打 | 刘雨辰 | 冠軍              |
| 2014年 | 碧特博格羽毛球黃金大獎賽 | 黃金大獎賽 | 女子雙打 | 区冬妮 | 冠軍              |
| 2014年 | 澳門羽毛球黃金大獎賽     | 黃金大獎賽 | 女子雙打 | 区冬妮 | 冠軍              |
| 2015年 | 中國羽毛球國際挑戰賽     | 國際挑戰賽 | 女子雙打 | 区冬妮 | 冠軍              |
| 2015年 | 中國羽毛球國際挑戰賽     | 國際挑戰賽 | 混合雙打 | 刘雨辰 | 亞軍              |
| 2015年 | 馬來西亞羽毛球首要超級賽 | 首要超級賽 | 女子雙打 | 区冬妮 | 準決賽            |
| 2015年 | 新加坡羽毛球超級賽       | 超級賽     | 女子雙打 | 区冬妮 | 冠軍              |
| 2015年 | 世界大學運動會羽毛球比賽 | 其他       | 混合團體 | －     | 銀牌 （取消資格） |
| 2015年 | 世界大學運動會羽毛球比賽 | 其他       | 女子雙打 | 区冬妮 | 銀牌 （取消資格） |
| 2016年 | 香港羽毛球超級賽         | 超級賽     | 女子雙打 | 包宜鑫 | 準決賽            |
| 2017年 | 亞洲羽毛球混合團體錦標賽 | 其他       | 混合團體 | －     | 銅牌              |
| 2017年 | 全英羽毛球首要超級賽     | 首要超級賽 | 女子雙打 | 包宜鑫 | 準決賽            |
| 2017年 | 瑞士羽毛球黃金大獎賽     | 黃金大獎賽 | 女子雙打 | 包宜鑫 | 準決賽            |
| 2017年 | 中國羽毛球大師賽         | 黃金大獎賽 | 女子雙打 | 包宜鑫 | 冠軍              |
| 2017年 | 韓國羽毛球超級賽         | 超級賽     | 女子雙打 | 黄雅琼 | 冠軍              |
| 2017年 | 澳門羽毛球黃金大獎賽     | 黃金大獎賽 | 女子雙打 | 黄雅琼 | 冠軍              |
| 2017年 | 世界羽聯超級系列賽總決賽 | 首要超級賽 | 女子雙打 | 黄雅琼 | 準決賽            |
| 2018年 | 中國陵水羽毛球大師賽     | 超級100賽  | 女子雙打 | 汤金华 | 準決賽            |
| 2018年 | 美國羽毛球公開賽         | 超級300賽  | 女子雙打 | 汤金华 | 冠軍              |
| 2019年 | 大阪羽毛球國際挑戰賽     | 國際挑戰賽 | 女子雙打 | 曹彤威 | 準決賽            |
| 2019年 | 加拿大羽毛球公開賽       | 超級100賽  | 女子雙打 | 黄佳   | 準決賽            |
| 2019年 | 白俄羅斯羽毛球國際賽     | 國際系列賽 | 女子雙打 | 张殊贤 | 冠軍              |

| 2007-2017年 | 首要超級賽 | 超級賽 | 黃金大獎賽 | 大獎賽 | 國際挑戰賽 | 國際系列賽 | 未來系列賽 | 其他 |

| 2018-2026年 | 總決賽 | 超級1000賽 | 超級750賽 | 超級500賽 | 超級300賽 | 超級100賽 | 國際挑戰賽 | 國際系列賽 | 未來系列賽 | 其他 |

### 奧運會和世錦賽參賽紀錄
|          | 搭檔   | 2017 | 2018 |
| -------- | ------ | ---- | ---- |
| 女子雙打 | 包宜鑫 | 8強  | －   |
| 女子雙打 | 黄雅琼 | －   | 16強 |